# Вулиця Павла Скоропадського (Дніпро)
Вулиця Павла Скоропадського — вулиця у місцевості Східна Фабрика, у Центральному районі міста Дніпро.

## Назва
Вулиця носить назву на честь українського державного, політичного діяча та гетьмана України Павла Скоропадського.

## Розташування
Вулиця розташована у північній частині Центрального району та починається від перехрестя з проспектом Дмитра Яворницького (поруч парк Лазаря Глоби), в центрі перетинається з вулицею Князя Ярослава Мудрого, закінчується на перехресті з Січеславською набережною.

## Історія

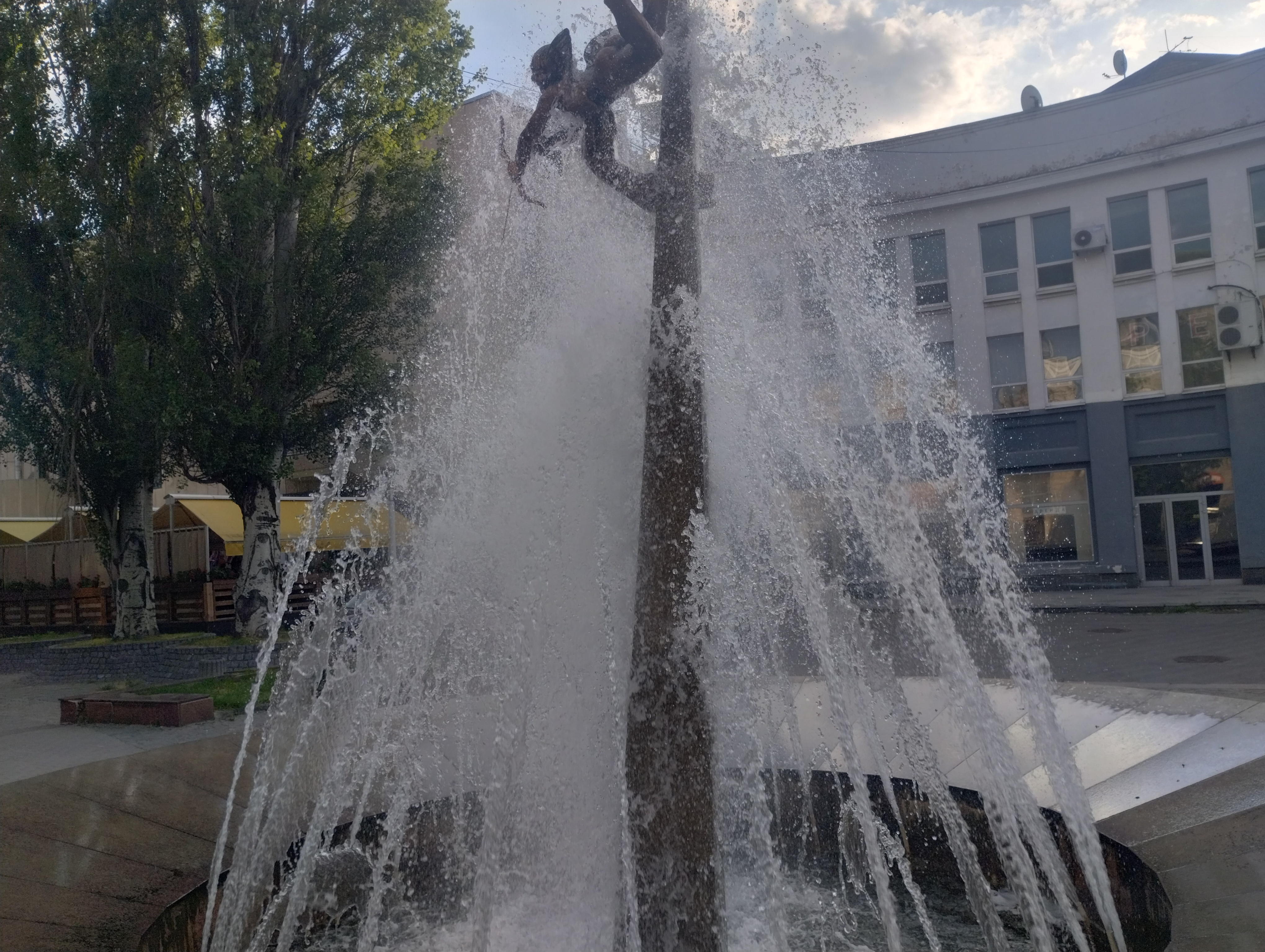
Фонтан "Амур"

Поява вулиці пов'язана з періодом розквіту Катеринославської мануфактури, що займала величезну територію. Кількість фабричних корпусів, що, упереміш із складськими приміщеннями мануфактури, знаходилися й на колишній Фабричній вулиці, обчислювалося десятками. Імовірна й інша версія появи та назви цієї вулиці: на ній працювали інші промислові підприємства, наприклад, вітряки, а згодом і фабрика з виробництва оцту. Вулиця Фабрична починалася від Міського саду, перетинала вулицю Петербурзьку і закінчувалася біля Дніпра, де тоді ще не було набережної.

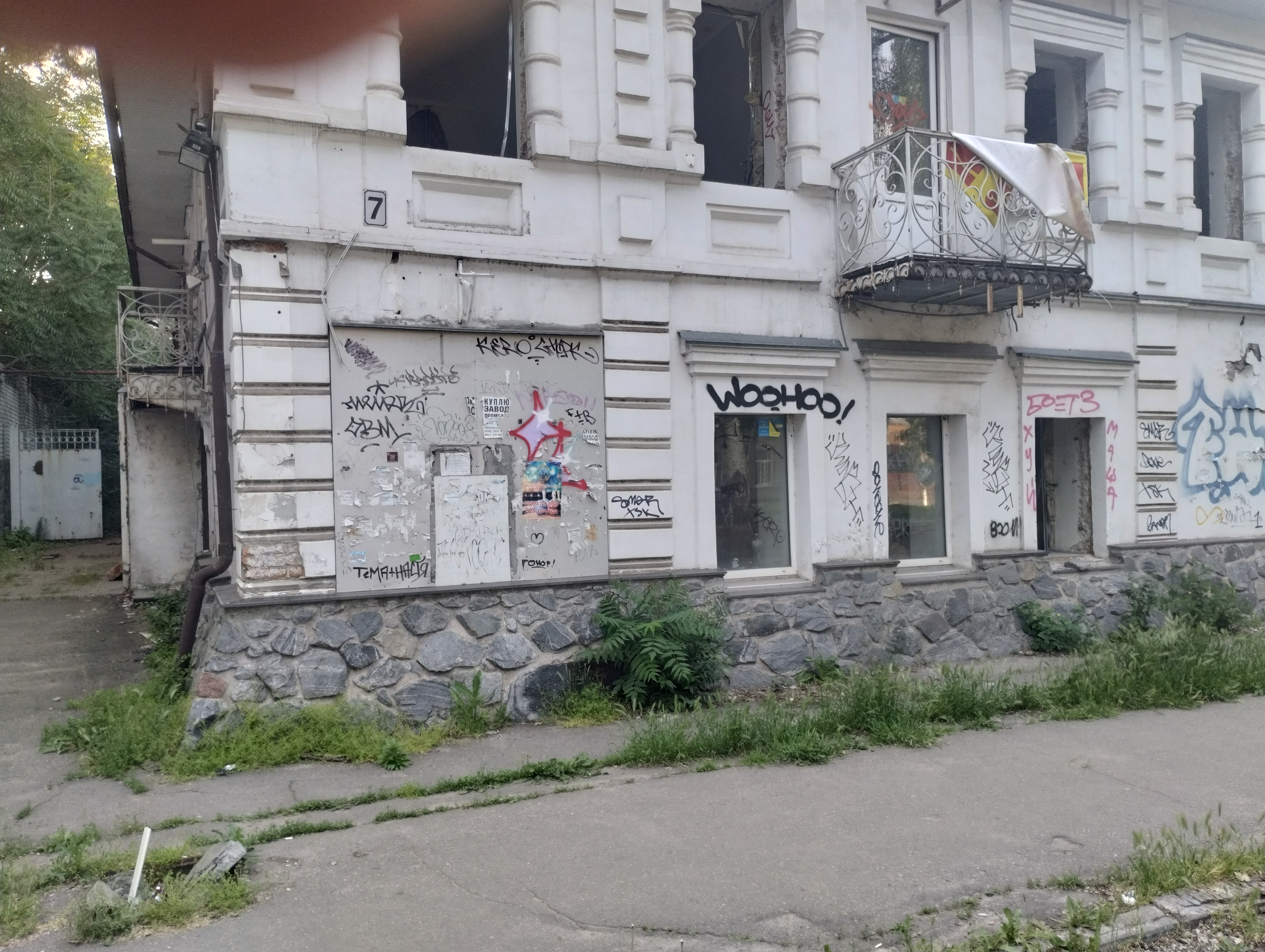
Менонітський будинок

У середині XIX століття вулиця стала одним із центрів поселення катеринославських менонітів — німецькомовної релігійної групи, що були протестантами. Тут засновано першу менонітську школу, яка служила і молитовним будинком. У 1880 роках споруджено нову школу-церкву. Біля нинішнього боулінг-клубу «Панорама» колись розташовувалися млини менонітів Генріха та Якова Гезе, які перейняли приклад Генріха Тіссена (один з перших менонітів, який вирішив переїхати до Катеринослава після еміграції з Пруссії, а за деякий час збудував у місті млин-топчак і фабрику з виготовлення оцту). У 1902 році 60 робітників підприємства братів Гезе виробляли 7 сортів борошна. Згідно зі «Списком домовласників м. Катеринослава» 1913 року, три будинки на вулиці належали родині Гезе.
Вулиця була заповнена й іншими підприємствами та установами. На розі з Петербурзькою була зубна лікарня Езау. На місці нинішнього коледжу будівельно-монтажних технологій та архітектури була швейна майстерня Серебряного. На початку XX століття одну з будівель займав губернський Статистичний комітет.
Тоді ж, на початку XX століття, фабриканти Гезе збудували поряд зі своїм підприємством кінотеатр. Спочатку 1910 року на розі Проспекту з'явився «біоскоп», тобто кінотеатр Зайлера, який швидко згорів. На його місці 1912 року виник кінотеатр «Гігант». 1926-го у будівлі відкрили кінотеатр «Червоний факел», пізніше він називався «Рот-Фронт», а з 1945 року — «Батьківщина». У 1959 році поряд збудували перший широкоформатний кінотеатр «Панорама». «Батьківщину» реконструювали 1963 року, потім будівлю спіткала пожежа 1973-го, і після цього вона набула сучасного вигляду за проектом архітектора Павла Ніринберга. «Батьківщина» славилася, як один із найбільших в Україні кінотеатрів — три зали, розраховані на 2000 місць, щорічно відвідували 2,5 мільйони глядачів. Навесні 2013 року кінотеатр закрився, а за кілька років у будівлі було відкрито ресторан з міні-пивоварнею.
У повоєнний час вигляд вулиці сильно змінився. Тут збудували навчальні та житлові корпуси енергобудівного технікуму, чотириповерхову будівлю міської поліклініки № 1 (наразі закрита), висотну будівлю обласного статистичного управління. З'явилася пішохідна алея, що розділила перший квартал вулиці на дві частини, кожна з яких – зі своїм відокремленим транспортним рухом.

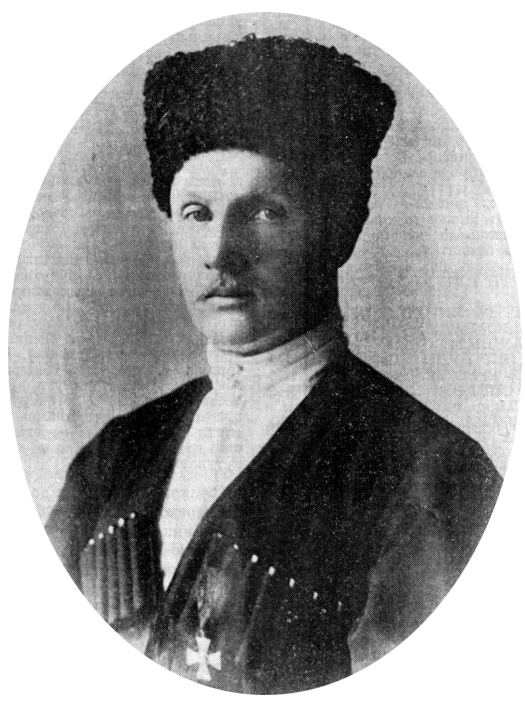
Павло Скоропадський (1873 - 1945)

До вулиці примикає центральна електростанція Катеринослава (вул. Князя Ярослава Мудрого, 40), збудована у 1900-1902 роках. Вперше у місті електричне освітлення застосували у 1896 році. З 1910 року станція стала єдиним енергетичним підприємством-монополістом у Катеринославі. 1903-го місто освітлювали 450, а 1914 року — вже 532 ліхтарі. 
Стару назву вулиця отримала через льотчика, який загинув тут у 1943 році. Михайло Столяров – уродженець Брянщини, але його дитинство та юність пройшло у Катеринославі. Він працював слюсарем, потім пов'язав своє життя з авіацією. Гвардії майор Столяров загинув 20 вересня 1943 року під час вибиття червоно-радянськими загарбниками Дніпропетровська від нацистських загарбників. Машину командира ескадрильї бомбардувальників Столярова було збито німецькими зенітниками. Його літак упав на будівлю міськелектромережі. Поховано з почестями на братському цвинтарі Жовтневої площі, і названо за ним вулицю. На будівлі електромережі з 1968 року розміщено меморіальну дошку. 23 жовтня 2010 року на вулиці відкрили пам'ятник-бюст Столярову.
Нова визначна пам'ятка вулиці — фонтан «Амур» та Алея закоханих. Ці об'єкти відкрили у вересні 2003 р. Окрім скульптури купідона зі стрілою, гостей зустрічає вбудований у тротуар металевий «рушник», на який рекомендується ставати молодятам. Саму алею планується незабаром реконструювати.
26 липня 2024 року Дніпропетровська обласна військова адміністрація перейменувала вулицю Столярова на вулицю Павла Скоропадського.
Згідно з проєктом рішення Дніпровської міської ради планувалося перейменувати вулицю Павла Скоропадського на вулицю Столярова. Однак через уплив патріотичної громадськости міста ці плани не було втілено та вулиця зберегла свою назву.

## Будівлі
- № 1 — колишній кінотеатр «Батьківщина», відділення Ukrsibbank № 981; чеська пивоварня «Старгород»; боулінг-клуб «Панорама»
- № 3 — Головне управління статистики у Дніпропетровській області
- № 5 — Ісламський культурний центр
- № 8 — Дніпровський державний коледж будівельно-монтажних технологій та архітектури
- № 10 — студія акваріумного дизайна "Aquaproject"; проектно-інженерна компанія "ТОВ «ГЕОСПЕКТР-7»"